# Lidköping-Såtenäs flygplats

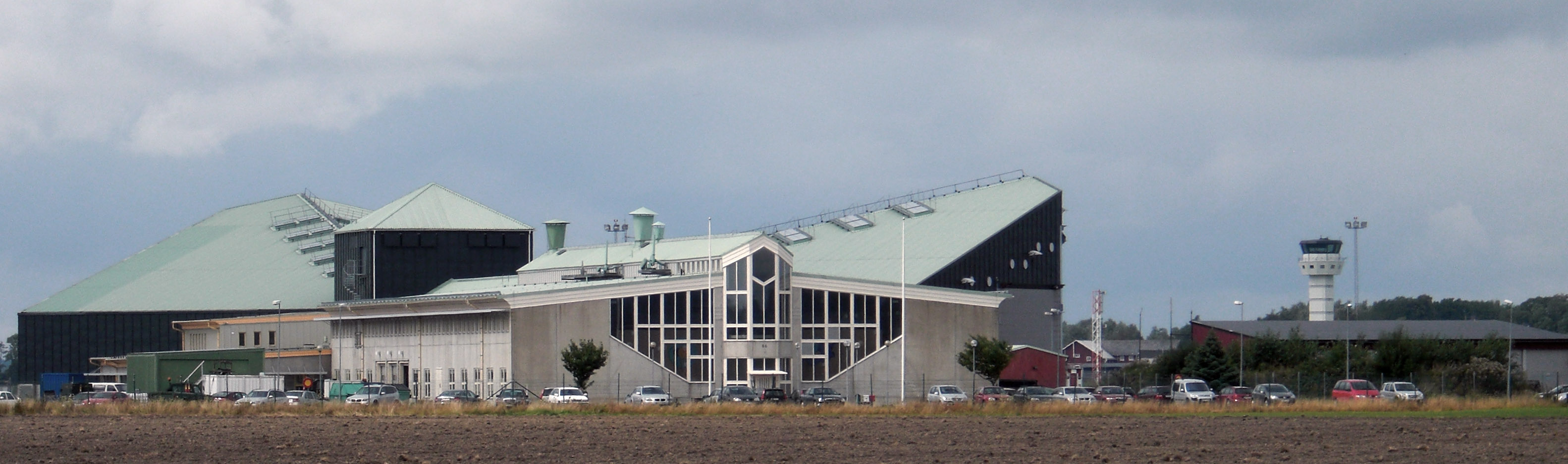

Lidköping-Såtenäs flygplats (IATA: -, ICAO: ESIB) är en flottiljflygplats i Såtenäs, 32 kilometer väster om Lidköping i Lidköpings kommun i Västergötland.

## Historik
Skaraborgs flygflottilj (F 7) kom till genom 1936 års försvarsbeslut. Såtenäs var inte det första alternativet för lokalisering av den nya flottiljen. Bland annat diskuterades Mariestad, Trollhättan, Karlstad. Möjligheten att bygga bomb- och skjutmål i flottiljens omedelbara närhet avgjorde placeringen. Det sägs att dåvarande kungen Gustaf V hade sett Såtenäs från luften och pekat och sagt att där ska flottiljen ligga. Staten köpte godset Såtenäs 1938 för närmare 700 000 kr. Namnet Såtenäs sägs härröra från namnet Såten (fiskeplatsen) på Näset. Vid årsskiftet 2006/2007 togs ett nytt flygledartorn i bruk vid flygplatsen. I samband med en ceremoni den 18 januari 2007 överlämnade Fortifikationsverket flygledartornet till Försvarsmakten och Skaraborgs flygflottilj. Flygledartornet är cirka 35 meter högt och ger en sikthöjd tretton meter högre än det gamla tornet. Flygplatsens huvudbana 01/19 stängdes våren 2017 efter att rullbanan uppvisat omfattande skador. Hösten 2017 påbörjades en omfattande renovering av flygplatsens bansystem, då rullbanor fick ny beläggning, nya banljus och nya taxibanor. Sommaren 2018 stängdes hela flygplatsen, då bankorset 01/19-11/29 revs upp och stabiliseras. Flygplatsen beräknades öppnas återigen i oktober 2018.
Flygbasen har ingått i Bas 60 och Bas 90. Vid utbyggnaden till Bas 90 slogs basen samman med Råda flygbas och bildade därmed en så kallad parbas, och blev därmed Råda-Såtenäs.

## Verksamhet
Flygplatsen är en militär flygplats och nyttjas som huvudbas för Skaraborgs flygflottiljs tre JAS 39 Gripen divisioner och en TP 84-division. Vidare utbildas utländska piloter till Saab 39 Gripen vid flottiljen och flygplatsen. Totalt är 900 personer anställda på flygplatsområdet, där F 7 är den största arbetsgivaren med cirka 700 anställda och de resterande fördelade bland annat på LFV, FMLOG och Fortifikationsverket.